# Smrdljiva čestika
Smrdljiva čestika (smrdljivi mošnjak, mošnjak vonjavi; lat. Mummenhoffia alliacea), vrsta kupusovki (Brassicaceae), jednogodišnje ili dvogodišnje zeljaste biljke iz Europe i Turske koje je nekada bilja uključivana u rod čestika, a 2018. u novi rod Mummenhoffia
Stabljika joj je uspravna, slabo razgranata, u oasnovi crvenkasta i dlakava. Naraste do 60 cm visine. Ima duguljaste listove, sjedeće. Cvjetovi su maleni, bijeli, skupljeni grozdaste cvatove. Cvate od travnja do lipnja.

## Sinonimi
- Crucifera thlaspoides E.H.L.Krause
- Thlaspi alliaceum L.

- M. alliacea
- M. alliacea
- M. alliacea